# Sergej Belokobylskij
Sergej Aleksandrovitj Belokobylskij (ryska: Сергей Александрович Белокобыльский), född 13 september 1958 i Spassk-Dalny är en rysk entomolog som specialiserat sig på bracksteklar.
Auktorsnamnet Belokobylskij,S A kan användas för Sergej Belokobylskij i samband med ett vetenskapligt namn inom zoologin; se Wikipedia-artiklar som länkar till auktorsnamnet.